# Die Bibel – Moses
Die Bibel – Moses (internationaler Titel Moses, alternativ The Bible: Moses, italienischer Titel La Bibbia – Mosè) ist ein zweiteiliger Fernsehfilm von Roger Young aus dem Jahr 1995, der vom Auszug der Israeliten aus Ägypten erzählt, und dem Lebens- und Leidensweg ihres Anführers Moses, der von Ben Kingsley verkörpert wird. Tragende Rollen sind mit Frank Langella und Christopher Lee besetzt.

## Handlung
Erster Teil
Die Israeliten sind in Ägypten versklavt, als Pharao Ramses die Ermordung aller männlichen Erstgeborenen befiehlt. Nur ein Baby, das von seiner Mutter Jochebed in einem Weidenkorb auf dem Nil ausgesetzt worden ist, kann dank der Hilfe von Ptira, der Tochter des Ramses, am Hof des Pharaos überleben – Moses, der später auf Gottes Beschluss das unterdrückte Volk Israels aus der Sklaverei in das Gelobte Land führen soll, wo „Milch und Honig fließen“. Gemeinsam mit des Pharaos Sohn Mernefta wächst Moses auf immer vor Augen, wie sehr sein Volk unterdrückt wird. Er fühlt sich hin- und hergerissen zwischen den Ägyptern und den Hebräern.
Etliche Jahre sind vergangen, als Moses im Zorn einen Aufseher tötet, den Peiniger seines israelitischen Bruders Aaron. Daraufhin muss er fliehen. In der Wüste rettet er Zippora, die Tochter des Priesters Jidro aus Midian, vor den Belästigungen durch mehrere Männer und findet Unterschlupf bei ihrer Familie. Zippora wird seine Frau. Eines Tages spricht Gott zu Moses, während er Schafe auf dem Berg Sinai hütet, aus einem Brennenden Dornbusch zu ihm und befiehlt ihm, sein Volk aus der ägyptischen Knechtschaft zu befreien und wegzuführen. Seine Macht demonstriert Gott, indem er Moses’ Hirtenstab in eine Schlange verwandelt. Moses ist unsicher und voller Angst, was er nun tun soll, wird aber von Zippora darin bestärkt, Gottes Willen zu folgen. Von den Israeliten wird Moses mit Misstrauen empfangen, wuchs er doch als ägyptischer Prinz auf. Zu allem Unglück scheitern auch noch Moses und seines Bruders Aaron Verhandlungen mit dem neuen Pharao Mernefta, den Moses nur zu gut kennt, der jedoch nun dafür sorgt, dass das Leben der Israeliten noch härter wird. Diese machen wiederum Moses dafür verantwortlich, der zu zweifeln beginnt, von Gott aber die Anweisung erhält, den Kampf gegen die Ägypter aufzunehmen. Diese werden nun von zehn schlimmen Plagen heimgesucht: Als Erstes verfärbt sich das Wasser des Meeres blutrot und wird für sieben Tage ungenießbar, dann wimmelt es im Land nur so von Fröschen, danach fallen Stechmücken und sodann Stechfliegen über Mensch und Tier her und eine Viehpest tötet ihre Tiere. Als Nächstes raffen Schwarze Blattern viele Menschen dahin. Die 7. Plage besteht in riesengroßen Hagelkörnern, und anschließend bedecken Heuschrecken das Land und fallen über die Ernte her. Dann kommt eine große drei Tage währende Finsternis über das Land und die 10. und letzte Plage besteht darin, dass alle Knaben, die von ägyptischen Frauen geboren werden, sterben. Nun endlich lässt der Pharao die Israeliten ziehen, schickt ihnen aber eine Armee hinterher, da er sie am Roten Meer in eine Falle tappen lassen will.
Zweiter Teil
Ein göttliches Wunder ermöglicht es, dass Moses und die Israeliten das Meer, das sich in der Mitte teilt, durchqueren können, während ihre Verfolger ertrinken. Ihr weiterer Weg durch die Wüste ist beschwerlich, sodass die Israeliten ein Ventil suchen und ihren Zorn wiederum gegen Moses richten. Gott greift jedoch ein und sorgt dafür, dass die Hungernden Nahrung erhalten. Zwar ist Moses von seiner Mission voll und ganz erfüllt, trägt aber dennoch schwer an der auf ihm lastenden Verantwortung. So beruft er gottesfürchtige Männer, die ihn unterstützen sollen, zu Richtern. Ein ausbrechender Sturm, der die Menschen total verängstigt, führt dazu, dass Gott direkt zum Volk der Israeliten spricht, die nun wollen, dass Moses auch weiterhin ihr Prophet sein soll. Um die Zehn Gebote zu empfangen, ist Moses mehrere Wochen abwesend, worauf es zu Unruhen kommt. Die Angst der Menschen ist so groß, dass sie sich einen Götzen schaffen, ein Goldenes Kalb.
Nach Moses Rückkehr verkündet er voll Zorn das Todesurteil über die Abtrünnigen. Selbst Moses Schwester Mirjam hadert mit ihm, da sie eifersüchtig auf Moses Frau Zippora ist. Das führt dazu, dass Mirjam von einer schlimmen Krankheit befallen wird, woraufhin Moses Gott um Hilfe bittet. Als das „Gelobte Land“ schon fast erreichbar scheint, müssen die Israeliten feststellen, dass das Volk der Kanaiter ihnen weit überlegen ist. In ihrer großen Angst beschließen sie, Moses als ihren Führer abzusetzen und nach Ägypten zurückzukehren. Einzig Josua und Caleb stellen sich auf Moses’ Seite. Moses verkündet ihnen daraufhin das Wort Gottes, das aus zehn Geboten besteht. Gottes Strafe folgt auf den Fuß, die Rebellierenden müssen nun vierzig Jahre durch die Wüste wandern. Gott mildert die Strafe aber insoweit ab, dass er dafür sorgt, dass die Menschen zumindest das Nötigste haben. Nur Josua und Caleb dürfen das Gelobte Land betreten.

## Produktion, Hintergrund, Veröffentlichung
Produktionsfirmen waren Istituto Luce S.p.A. (Rom) (= Lux Film S.p.A.) und die Beta Film GmbH (Ismaning) im Auftrag von TNT (Turner Network Television, Atlanta), RAI – Rete Uno (Rom), France 2 (Paris), Antena 3, ARD, Österreichischer Rundfunk (ORF (Wien), MTM, Czech TV, und NCRV/BSkyB. Gedreht wurde unter anderem in Agadir und in Ouarzazate in Marokko.
Die Bibel – Moses gehört zu einer Reihe von 16 Verfilmungen des Alten Testaments und nimmt innerhalb dieser Reihe die Positionen 7 und 8 ein. Regisseur Roger Young hatte zuvor schon in Ouarzazate die Geschichte von Josef verfilmt, in der der Oscar-Preisträger Ben Kingsley neben Paul Mercurio in der Rolle des Josef, ebenfalls besetzt war. Dieser erste Bibelfilm Youngs war im selben Jahr in der Kategorie „Bester Film“ mit einem Emmy ausgezeichnet worden. 1997 entstand unter seiner Regie dann noch die Bibelverfilmung über Salomon. Eine Verfilmung über Jesus innerhalb der 5-teiligen Reihe mit Geschichten aus dem Neuen Testament lag 1999 ebenfalls in den Händen von Young, ebenso wie 2000 über Paulus.
In Italien lief der Film unter dem Titel La Bibbia – Mosè erstmals am 18. Dezember 1995 bei RAI 1 und in den USA unter dem internationalen Titel Moses, alternativ The Bible: Moses am 7. April 1996. In Deutschland hatte der zweiteilige Film am 25. und 26. Dezember 1996 im Programm der ARD Premiere. Am 9. März 2004 gab Kinowelt/Studiocanal ihn mit einer deutschen Tonspur auf DVD heraus. Zudem erschien bei Alive am 27. Oktober 2017 innerhalb der Reihe „Fernsehjuwelen“ eine Gesamtbox mit allen Filmen sowohl des Alten wie auch des Neuen Testaments mit dem Titel Die Bibel (17 DVDs).
Veröffentlicht wurde der Film zudem in Argentinien (Februar 2004 auf Video), in Bulgarien, Brasilien, Spanien, Frankreich, Griechenland, Ungarn, Polen, Russland und Schweden.

## Soundtrack
- Hintergrundmusik geleitet von Enrico de Melis,
  - vorgetragen vom Orchestra Sinfonica A.M.O.di R. unter der Leitung von Marco Frisina,
  - Chor Accademia Polifonica de Roma, Gesamtleitung: Fabrizio Barchi
  - Solostimme: Paola Cecchi

## Synchronsprecher
Durchgeführt wurde die Synchronisation von der JohannisthalSynchron GmbH in Berlin, Dialogbuch und Dialogregie lagen bei Klaus E. Laurien. Die Synchronsprecher für die deutsche Fassung sind:
| - Ben Kingsley: Moses von Peter Matić - Frank Langella: Pharao Mernefta von Gunter Schoß - Christopher Lee: Pharao Ramses von Walter Niklaus - Anna Galiena: Ptira von Katharina Koschny - Enrico Lo Verso: Josua von Peter Reinhardt - Philippe Leroy: Tuntmin von Detlev Witte - David Suchet: Aaron von Martin Seifert - Geraldine McEwan: Mirjam von Renate Rennhack | - Maurice Roëves: Zerak von Dieter Bellmann - Anthony Higgins: Korah von Jürgen Mai - Dudley Sutton: Hohepriester von Horst Kempe - Philip Stone: Jitro von Klaus Mertens - Anita Zagaria: Jochebed – sie selbst - Sônia Braga: Zippora von Elvira Schuster - Riccardo Salerno: Kaleb von Asad Schwarz - Vincent Riotta: Midan von Bernd Schramm |

## Historie

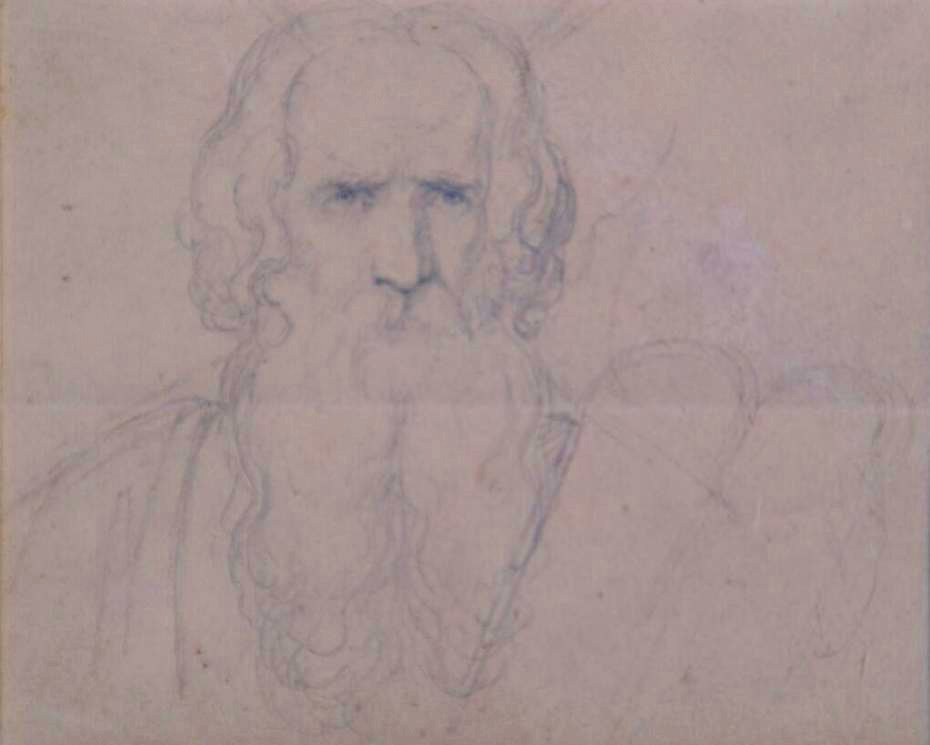
Mose und die Zehn Gebote, Bleistiftzeichnung von Carl Gottlieb Peschel auf Papier

Nach biblischer Überlieferung war der Prophet Mose von Gott damit beauftragt worden, das Volk der Israeliten aus der ägyptischen Sklaverei nach Kanaan zu führen. Es sollte eine vierzig Jahre währende Wanderung werden. Mose soll nach seiner Geburt am Ufer des Nils ausgesetzt und von der Tochter des Pharao gefunden und aufgezogen worden sein. Dazu gekommen sein soll es, weil der Pharao die Tötung aller männlichen Kinder der Israeliten angeordnet haben soll. Mose soll im Alter von 120 Jahren auf dem Berg Nebo im Ostjordanland gestorben sein, nachdem er von dort aus das Land jenseits des Jordans erblickt hatte, in das er wie alle anderen Israeliten seiner Generation nicht habe eintreten dürfen.

## Kritik
Prisma war der Ansicht, „diese aufwändige Bibelverfilmung überzeug[e] durch ihre dichte Atmosphäre und Ben Kingsley, der Moses’ Verwandlung vom zaudernden Zweifler zum charismatischen Anführer eindrucksvoll darstell[e]“.
Auch Kino.de befand „bildgewaltige Verfilmung der Moses-Geschichte mit Oscar-Preisträger Ben Kingsley“, der „seit seiner Oscar-prämierten Leistung in Gandhi auf charismatische Charaktere abonniert“ sei. Die Figur des Moses sei „bis in seine Psyche der Bibel getreu gezeichnet“.
TV Today hingegen äußerte: „Reichlich zäh, der Schinken.“

„Respektable Verfilmung der Moses-Geschichte mit beachtenswerten Ansätzen zu einer Neuinterpretation der Titelfigur, die nicht als überragende Helden- und Führerfigur, sondern als ein von Schwächen und Zweifeln geplagter, ganz durchschnittlicher Mensch geschildert wird, der durch den ihm von Gott gegebenen Auftrag auch in Konflikte mit sich und dem Volk gerät. Der Gesamteindruck wird jedoch beeinträchtigt durch die allzu häufige Verwendung gängiger Darstellungsmuster der traditionellen biblischen Monumentalfilme, die die Wunder mit allen Mitteln der Tricktechnik realistisch abbilden.“

## Auszeichnung
- Die Produzenten Gerald Rafshoon, Lorenzo Minoli und Laura Fattori waren 1996 für einen
  - Primetime Emmy in der Kategorie „Herausragende Miniserie“ nominiert.